# Floreal (kommun)
Floreal är en kommun i Brasilien.   Den ligger i delstaten São Paulo, i den södra delen av landet, 600 km söder om huvudstaden Brasília. Antalet invånare är 3 003.
Följande samhällen finns i Floreal:
- Floreal

Omgivningarna runt Floreal är en mosaik av jordbruksmark och naturlig växtlighet. Runt Floreal är det glesbefolkat, med 16 invånare per kvadratkilometer.